# Новий Каролев
Новий Каролев (пол. Nowy Karolew) — село в Польщі, у гміні Козьмінек Каліського повіту Великопольського воєводства.
Населення — 112 осіб (2011).
У 1975-1998 роках село належало до Каліського воєводства.

## Демографія
Демографічна структура станом на 31 березня 2011 року:
|          | Загалом | Допрацездатний вік | Працездатний вік | Постпрацездатний вік |
| -------- | ------- | ------------------ | ---------------- | -------------------- |
| Чоловіки | 61      | 15                 | 42               | 4                    |
| Жінки    | 51      | 8                  | 30               | 13                   |
| Разом    | 112     | 23                 | 72               | 17                   |